# 6657 Otukyo
6657 Otukyo eller 1992 WY är en asteroid i huvudbältet, som upptäcktes den 17 november 1992 av den japanske amatörastronomen Atsushi Sugie i Dynic-observatoriet. Den är uppkallad efter den japanska staden Ōtsu.
Asteroiden har en diameter på ungefär 2 kilometer.